# Lucia Rizzi
Lucia Rizzi (Milano, 15 febbraio 1942) è una pedagogista e personaggio televisivo italiana.

## Biografia
Specializzata in psicologia pediatrica, si è trasferita tredicenne nel 1955 negli Stati Uniti e si è diplomata al liceo magistrale negli Stati Uniti, dove si è poi laureata, ed è diventata ricercatrice di pedagogia presso il Child Development Center (Università della California); è esperta di sindrome da deficit di attenzione ed iperattività.  Diventata insegnante di scuole elementari e medie in Italia, così come aveva fatto negli Stati Uniti da ragazza, occupandosi soprattutto di bambini con deficit di attenzione, ha collaborato anche con ospedali, impartendovi elementi di terapia comportamentale a genitori e insegnanti.
Successivamente alla laurea, è diventata psicologa professionale e pedagogista in Italia.
Lucia Rizzi è diventata nota al grande pubblico a partire dal 2005, quando, all'età di 63 anni, viene chiamata a partecipare al programma SOS Tata, versione italiana del format di successo americano Nanny 911, andato in onda su LA7 e su Fox Life dal 2005 al 2012, e su discovery+ dal 2021, in cui, prima insieme ad altre due educatrici (nell'edizione del 2012 è stata invece affiancata da un'educatrice ed un educatore) e poi da sola, ha il compito di riportare l'ordine in alcune famiglie che chiedono aiuto alla trasmissione, evidenziando la psicologia dei bambini; essendo la più anziana ed esperta delle tate, è stata nominata "capo tata" e solitamente mandata ad occuparsi dei casi più problematici.
A partire dal 2008, ha pubblicato per la casa editrice Rizzoli una serie di libri riguardanti l'educazione dei bambini ed i loro apprendimenti e comportamenti; il primo libro pubblicato, Fate i bravi!, ha venduto 40 000 copie, mentre successivamente sono usciti Fate i compiti!, che tratta argomenti scolastici, Fate i bravi! (0-3 anni), incentrato sull'educazione dei bambini sino ai tre anni, Fate i compiti! (10-15 anni), dedicato all'età pre-adolescenziale, e Spegnete la tv! (1-15 anni).
A partire dal 2011, è stata ospite fissa della trasmissione del mattino di Canale 5 Mattino 5, dove gestisce uno spazio dedicato all'educazione.
Nel 2012 è stata protagonista di uno spot della Nutella.
Attualmente cura sul settimanale Oggi la rubrica Fate i bravi.
Inoltre nel 2021 è presente nel ruolo di tata, nel programma in onda su Nove Supernanny.

## Opere
- Fate i bravi!, Rizzoli Editore, 2008, ISBN 978-88-1702-872-1.
- Fate i compiti!, Rizzoli Editore, 2009, ISBN 978-88-1702-669-7.
- Fate i bravi! (0-3 anni), Rizzoli Editore, 2009, ISBN 978-88-1703-602-3.
- Fate i bravi! (10-15 anni), Rizzoli Editore, 2010, ISBN 978-88-1704-457-8.
- Spegnete la tv! (1-15 anni), Rizzoli Editore, 2011, ISBN 978-88-1704-909-2.
- Fate famiglia! (1-22 anni) Rizzoli 2013